# Marcel Kittel
Marcel Kittel (Arnstadt, 11 mei 1988) is een Duits voormalig wielrenner. Hij won veertien etappes in de Ronde van Frankrijk, vier in de Ronde van Italië en één in de Ronde van Spanje.
In mei 2019 kondigde Kittel aan dat hij een pauze nam van de sport, omdat hij zich oververmoeid voelde. Hij liet hierbij ook direct zijn contract ontbinden bij zijn ploeg Katjoesja-Alpecin, waar hij sinds 2018 voor reed. Daarvoor kwam de Duitser uit voor onder meer Skil-Shimano en Etixx-Quick Step. Op 23 augustus 2019 gaf Kittel aan definitief te stoppen met wielrennen.

## Biografie

### Aanvangsjaren
Kittel was in zijn jeugdperiode vooral een begenadigd tijdrijder. Als junior werd hij zowel in 2005 (in Salzburg) als in 2006 (in Spa-Francorchamps) wereldkampioen tijdrijden. In 2005 zette hij onder meer de Vredeskoers, de Ronde van Nedersaksen en de Sint-Martinusprijs op zijn naam. In 2006 werd hij Duits kampioen tijdrijden en dat zowel individueel als in ploeg. In 2007 verhuisde hij naar het Thüringer Energie Team waar hij opnieuw Duits kampioen tijdrijden werd in de U23-klasse. Op het wereldkampioenschap tijdrijden voor beloften in 2010 werd hij derde, na Taylor Phinney en Luke Durbridge.

### 2011: overstap naar Shimano
Vanaf 2011 kwam Kittel uit voor de Nederlandse profploeg Skil-Shimano (van 2012-2013 Argos-Shimano en vanaf 2014 Giant-Shimano genaamd) en etaleerde meteen zijn kwaliteiten als sprinter. In de Vierdaagse van Duinkerke won hij vier van de vijf etappes. Ook reed hij de Skoda Velothon Berlin en vier etappes in de Ronde van Polen binnen, alle in een massasprint. Hij won zijn eerste rit in een Grote Ronde door in de zevende etappe van de Ronde van Spanje Peter Sagan en Óscar Freire in een massasprint te verslaan.
Als 24-jarige werd hij en niet zijn één jaar jongere ploegmaat John Degenkolb in 2012 voor het eerst naar de Ronde van Frankrijk gestuurd, maar na aanhoudende maag- en darmklachten en een pijnlijke linkerknie zag hij zich genoodzaakt om tijdens de vijfde etappe op te geven.

### 2013: vier ritoverwinningen in de Ronde van Frankrijk
Net als in 2012 wist hij in april 2013 de Scheldeprijs te winnen. Zijn ploegmaat Tom Veelers loodste hem tot 150 meter voor de streep en zo was Kittel ideaal geplaatst om in de felle tegenwind Mark Cavendish af te houden.
Tijdens de eerste etappe van de Ronde van Frankrijk van 2013 moest een groep sprinters enkele kilometers voor de finish in Bastia afhaken na een valpartij. Kittel won de massasprint voor Alexander Kristoff en Danny van Poppel. Ook veroverde hij de gele, groene en witte trui. De gele en witte trui stond hij een dag later af aan respectievelijk Jan Bakelants en Michał Kwiatkowski, de groene nog een dag later aan Sagan. In Montpellier won de Duitse kampioen André Greipel de zesde etappe voor Sagan, Kittel en Cavendish. In de Bretonse havenstad Saint-Malo eindigde de tiende etappe op een massasprint en alhoewel Greipel meerdere fietslengtes voorsprong nam, ontwikkelde Kittel in de laatste hectometer zodanig veel kracht en beensnelheid dat hij hem nog voorbijsnellen kon. Cavendish eindigde derde en Sagan vierde, maar hun spurt raakte ontregeld doordat Cavendish in volle sprint Kittels ploegmaat Veelers raakte en die zo deed vallen. In Tours boekte Kittel tijdens de twaalfde etappe zijn derde ritzege van de Ronde van Frankrijk door te gepasten tijde uit het wiel van Cavendish te komen en hem met een halve bandlengte te verslaan; Sagan werd derde. Zijn status als sprintkoning van de Ronde van Frankrijk bevestigde Kittel met een vierde sprintzege door in de slotetappe met traditionele aankomst op de Avenue des Champs-Élysées van ver aan te gaan en Greipel en Cavendish, die er de vier voorgaande jaren had gewonnen, af te houden. In het puntenklassement eindigde Kittel vierde met 222 punten, na Sagan (409), Cavendish (312) en Greipel (267). De successen van Kittel tijdens deze Tour vormen een belangrijke verhaallijn in de documentairefilm Nieuwe Helden.
In december werd hij tot Duits wielrenner van het jaar verkozen, Tony Martin werd tweede en Kittels ploegmaat Degenkolb derde.

### 2014: opnieuw vierklapper in de Tour
In februari 2014 liet Marcel Kittel meteen van zich spreken door in de vierdaagse Ronde van Dubai de drie reguliere etappes (de eerste was een proloog) in de sprint in zijn voordeel te beslechten en dit door respectievelijk Peter Sagan, Juan José Lobato en Mark Renshaw te kloppen. Op 9 april won Kittel als eerste renner ooit drie keer na elkaar de Scheldeprijs. Bij zijn Giro-debuut won Kittel in Belfast de tweede etappe door in de massasprint Nacer Bouhanni en Giacomo Nizzolo soeverein te verslaan. Deze overwinning betekende dat Kittel nu in elke Grote Ronde etappes had gewonnen. Een dag later won Kittel in Dublin de derde etappe door in de massasprint vanuit een nagenoeg verloren positie "met een fenomenaal eindschot" alsnog voorbij Ben Swift en Elia Viviani te snellen. Koorts dwong hem evenwel om voor de start van de vierde etappe er de brui aan te geven.
De Ronde van Frankrijk opende met een driedaagse op Engelse bodem. In de laatste honderden meters van de eerste etappe met aankomst in Harrogate reed Kittels ploegmaat Degenkolb de kloof dicht op de even daarvoor ontsnapte Zwitserse hardrijder Fabian Cancellara, wat voor Peter Sagan meteen het sein was om de sprint in te zetten. Voor eigen volk probeerde Cavendish zich ondertussen langs Simon Gerrans te wurmen, maar faalde en beiden smakten tegen het asfalt. Kittel zette zich daarentegen flink door en verwees Sagan en Navardauskas naar de dichtste ereplaatsen. De gele trui die hem deze ritwinst opleverde, stond hij een dag later af aan de Italiaan Nibali. In de derde etappe kon Kittels sprinttrein hem perfect afzetten en in de krachtmeting tegenover het Buckingham Palace in Londen toonde de Thüringer zijn meesterschap en liet Sagan en Renshaw kansloos. Ook op het vasteland zette Kittel zijn sprintheerschappij voort en dit door in de vierde etappe de Noor Alexander Kristoff, die de sprint in Rijsel erg vroeg maar kansrijk was aangegaan, in de laatste meters nog te overvleugelen. Het was al even geleden dat een Duitser twee keer drie ritten in de Tour wist te winnen, namelijk Rudi Altig (in 1962 en 1966) en Erik Zabel (in 1997 en 2001); bovendien evenaarde hij met zijn zevende ritoverwinning het aantal van Jan Ullrich. In de straten van Reims werd er ook om de overwinning van de zesde etappe gespurt, maar door de felle wind in de slotkilometers raakte het treintje van Giant-Shimano ontspoord en eindigde Kittel pas 84e, op 54 seconden van de Duitse kampioen André Greipel. Na twee zware Alpenritten eindigde de 222 km lange 15e etappe in Nîmes op een massaspurt die gewonnen werd door Kristoff, Kittel werd elfde. De slotetappe, met aankomst op de Avenue des Champs-Élysées, was net als het jaar ervoor wederom een prooi voor Kittel, die in een prangende spurt Kristoff en Navardauskas versloeg. Net als in 2013 behaalde Kittel in de Tour vier ritzeges en met precies hetzelfde puntentotaal (222 punten) eindigde hij opnieuw vierde in het puntenklassement, na Sagan (431), Kristoff (282) en Bryan Coquard (271).

### Na zijn wielercarrière
Sinds 2021 is Kittel wieleranalist tijdens de Ronde van Frankrijk bij het programma De Avondetappe en hij is, net als Tony Martin, medeoprichter van het bedrijf li:on dat kinderfietsen produceert.

### Persoonlijk
Kittel woont in Ootmarsum en is getrouwd met de Nederlandse voormalig volleybalster Tess von Piekartz met wie hij een zoon en twee dochters heeft. 

## Palmares

### Overwinningen
2008 - 1 zege
Memorial Davide Fardelli (ITT)
2009 - 2 zeges
2e en 4e etappe Flèche du Sud
  Punten -en jongenklassement Flèche du Sud
2010 - 1 zege
2e etappe Festningsrittet
2011 - 17 zeges
3e etappe Ronde van Langkawi
1e, 2e, 3e en 5e etappe Vierdaagse van Duinkerke
 Puntenklassement Vierdaagse van Duinkerke
Skoda Velothon Berlin
1e etappe Delta Tour Zeeland
   Eind, punten -en jongerenklassement Delta Tour Zeeland
1e, 2e, 3e en 7e etappe Ronde van Polen
7e etappe Ronde van Spanje
Kampioenschap van Vlaanderen
Ronde van het Münsterland
3e en 5e etappe Herald Sun Tour
2012 - 13 zeges
2e etappe Ster van Bessèges
3e en 6e etappe Ronde van Oman
2e etappe Driedaagse van De Panne-Koksijde
Scheldeprijs
1e en 4e etappe Ster ZLM Toer
 Puntenklassement Ster ZLM Toer
1e en 4e etappe Eneco Tour
Omloop van het Houtland
2e en 3e etappe Eurométropole Tour
Ronde van het Münsterland
2013 - 16 zeges
1e etappe Ronde van Oman
2e etappe Parijs-Nice
Scheldeprijs
1e, 7e en 8e etappe Ronde van Turkije
1e en 3e etappe Ronde van Picardië
  Eind -en puntenklassement Ronde van Picardië
ProRace Berlin
3e etappe Ster ZLM Toer
1e, 10e, 12e en 21e etappe Ronde van Frankrijk
Omloop van het Houtland
2014 - 13 zeges
2e, 3e en 4e etappe Ronde van Dubai
 Puntenklassement Ronde van Dubai 2014
Scheldeprijs
2e en 3e etappe Ronde van Italië
1e etappe Ster ZLM Toer
1e, 3e, 4e en 21e etappe Ronde van Frankrijk
1e etappe en 8e etappe B Ronde van Groot-Brittannië
2015 - 1 zege
1e etappe Ronde van Polen
 Puntenklassement Ronde van Polen
2016 - 13 zeges
1e en 4e etappe Ronde van Dubai
  Eind -en puntenklassement Ronde van Dubai
1e en 4e etappe Ronde van de Algarve
 Puntenklassement Ronde van de Algarve
3e etappe A Driedaagse van De Panne-Koksijde
Scheldeprijs
1e etappe Ronde van Romandië
2e en 3e etappe Ronde van Italië
4e etappe Ronde van Frankrijk
GP Fourmies
UCI Ploegentijdrit (TTT)
2017 - 14 zeges
1e, 2e en 5e etappe Ronde van Dubai
  Eind -en puntenklassement Ronde van Dubai
2e etappe Ronde van Abu Dhabi
3e etappe A Driedaagse van De Panne-Koksijde
Scheldeprijs
1e etappe Ronde van Californië
5e etappe Ster ZLM Toer
2e, 6e, 7e, 10e en 11e etappe Ronde van Frankrijk
2018 - 2 zeges
2e en 6e etappe Tirreno-Adriatico
2019 - 1 zege
Trofeo Palma
Totaal: 106 zeges (waarvan 90 individuele UCI-zeges)

### Resultaten in voornaamste wedstrijden
| Jaar | Ronde van Italië | Ronde van Frankrijk | Ronde van Spanje |
| ---- | ---------------- | ------------------- | ---------------- |
| 2011 |                  |                     | opgave (1)       |
| 2012 |                  | opgave              |                  |
| 2013 |                  | 166e (4)            |                  |
| 2014 | opgave (2)       | 161e (4)            |                  |
| 2015 |                  |                     |                  |
| 2016 | opgave (2)       | 166e (1)            |                  |
| 2017 |                  | opgave (5)          |                  |
| 2018 |                  | buiten tijd         |                  |
| 2019 |                  |                     |                  |

| Jaar | Milaan-San Remo | Parijs-Roubaix | Cyclassics Hamburg | Scheldeprijs |  | WK op de weg |  | Wereldranglijsten |
| ---- | --------------- | -------------- | ------------------ | ------------ |  | ------------ |  | ----------------- |
| 2011 |                 | buit.tijd      |                    | 36e          |  | 176e         |  |                   |
| 2012 |                 |                | 112e               | ↑            |  |              |  |                   |
| 2013 |                 |                |                    | ↑            |  |              |  | 57e (UWT)         |
| 2014 |                 |                | 6e                 | ↑            |  |              |  | 37e (UWT)         |
| 2015 |                 |                | 91e                |              |  |              |  | 144e (UWT)        |
| 2016 |                 |                | 79e                | ↑            |  | opgave       |  | 65e (UWT)         |
| 2017 |                 |                |                    | ↑            |  |              |  | 59e (UWT)         |
| 2018 | 155e            | opgave         |                    | 53e          |  |              |  | 143e (UWT)        |
| 2019 |                 |                |                    | 99e          |  |              |  | 276e (UWR)        |

## Ploegen
- 2007 –  Thüringer Energie Team
- 2008 –  Thüringer Energie Team
- 2009 –  Thüringer Energie Team
- 2010 –  Thüringer Energie Team
- 2011 –  Skil-Shimano
- 2012 –  Team Argos-Shimano[28]
- 2013 –  Team Argos-Shimano
- 2014 –  Team Giant-Shimano
- 2015 –  Team Giant-Alpecin
- 2016 –  Etixx–Quick-Step
- 2017 –  Quick-Step Floors
- 2018 –  Team Katjoesja Alpecin
- 2019 –  Team Katjoesja Alpecin (tot 09-05)